# Lessertia canescens
Lessertia canescens là một loài thực vật có hoa trong họ Đậu. Loài này được Goldblatt & J.C. Manning mô tả khoa học đầu tiên năm 2000.